# Fransuasaecyathus
Fransuasaecyathus foi um gênero de esponja que viveu durante o período Cambriano. 